# Jörg Eberle
Jörg Eberle (* 9. Februar 1962 in Häggenschwil) ist ein ehemaliger Schweizer Eishockeyspieler, der in der Nationalliga A beim HC Lugano, HC Davos, EHC Kloten und beim EV Zug spielte. In 545 Einsätzen erzielte er 285 Tore und 183 Assists, kam also auf 468 Scorerpunkte.

## Karriere
Eberle startete seine Karriere 1981 beim SC Herisau in der Nationalliga B. Nach seiner Debütsaison bei den Herisauern wechselte Eberle in die Nationalliga A zum HC Lugano, wo er seinen ersten mit 70'000 Franken dotierten Profivertrag erhielt. Doch auch dort blieb er nur eine Saison, es folgte der Wechsel zum HC Davos, wo Eberle in der Saison 1983/84 seinen ersten NLA-Titel gewann und diesen Erfolg eine Saison später wiederholte. 1985 kehrte der Stürmer zurück zum HC Lugano. Bei den Luganesi blieb Eberle die nächsten elf Jahre und gewann in dieser Zeit vier Meistertitel. Nach einem kurzen Intermezzo beim EHC Kloten, kam Eberle 1997 zum EV Zug, mit dem er 1998 seinen letzten Meistertitel gewann, ehe er 1999 seinen Rücktritt vom Profisport bekannt gab.
Nach seinem Karriereende war er Sportmanager beim HC Davos und 2002 auch als Manager des Spengler Cups tätig. 2003 verliess er den HC Davos auf eigenen Wunsch. Zwischen 2003 und 2009 amtete er als Sportdirektor beim HC Lugano, wechselte dann aber innerhalb des Clubs in die Spielerentwicklung. 2013 wechselte Eberle zum Schweizer Eishockeyverband, wo er nun in der Abteilung Development arbeitet.

### International
Sein Debüt in der Schweizer Eishockeynationalmannschaft gab Eberle, damals notabene noch als NLB-Spieler, 1982. In den folgenden Jahren wurde er zur festen Grösse in der Nationalmannschaft, 1991 wurde er zum Captain ernannt. 1986 und 1990 gelang ihm der Aufstieg in die Weltgruppe. Seinen grössten Erfolg feierte er an der WM 1992, als die Schweiz bis ins Spiel um Platz 3 vorstoss und dort der Tschechoslowakei mit 2:5 unterlag. Nur ein Jahr – 1993 – später stiegen die Schweizer wieder in die B-Gruppe ab. Eberle war mit 142 Punkten in 193 Spielen – bei nur 4 Strafminuten – bis 2023 Topscorer der Nationalmannschaft, ehe er durch Andres Ambühl bei der Eishockey-Weltmeisterschaft der Herren 2023 übertroffen wurde.

## Erfolge und Auszeichnungen
- 1984 Schweizer Meister mit dem HC Davos
- 1985 Schweizer Meister mit dem HC Davos
- 1986 Schweizer Meister mit dem HC Lugano
- 1987 Schweizer Meister mit dem HC Lugano
- 1988 Schweizer Meister mit dem HC Lugano
- 1990 Schweizer Meister mit dem HC Lugano
- 1991 All-Star-Team der NLA
- 1998 Schweizer Meister mit dem EV Zug

### International
- 1986 B-Weltmeister und Aufstieg in die A-Gruppe
- 1986 All-Star-Team der B-Weltmeisterschaft
- 1986 Bester Stürmer der B-Weltmeisterschaft
- 1986 Bester Scorer der B-Weltmeisterschaft
- 1990 B-Weltmeister und Aufstieg in die A-Gruppe